# Henry Villar
Henry Villar (nacido el 24 de mayo de 1987 en Bonao) es un lanzador derecho dominicano de Grandes Ligas. Actualmente se encuentra en el roster de 40 jugadores de los Astros de Houston.
Villar comenzó su carrera profesional en 2006 con los Dominican Summer Astros, donde tuvo récord de 1-1 con una efectividad de 2.16 en 13 partidos (siete como abridor). Pasó también el 2007 con los DSL Astros, teniendo récord de 4-4 con una efectividad de 2.45 en 13 aperturas. En 2008, lanzó para los Astros de Greeneville, donde tuvo récord de 3-6 con una efectividad de 4.41 en 13 aperturas. Con los Lexington Legends en 2009, fue utilizado principalmente como relevista, terminando con récord de 3-4 con efectividad de 2.60 en 43 partidos (tres como abridor).
Villar hizo su debut en Grandes Ligas con los Astros de Houston el 10 de septiembre de 2010. Lanzó ocho partidos con los Astros en el 2010, todos como relevista.